# Etnofikcja
Etnofikcja – poddziedzina etnografii, która zajmuje się tworzeniem materiałów z wykorzystaniem sztuki, opisu gęstego oraz nierzadko pierwszoosobowych narracji.
Termin ten odnosi się w zakresie antropologii audiowizualnej do hybrydowego gatunku filmu dokumentalnego oraz fabularnego. Etnofikcją mogą zostać nazwane również teksty lub inne środki przekazu łączące fikcję i etnograficzną perspektywę.

## Geneza i rozwój

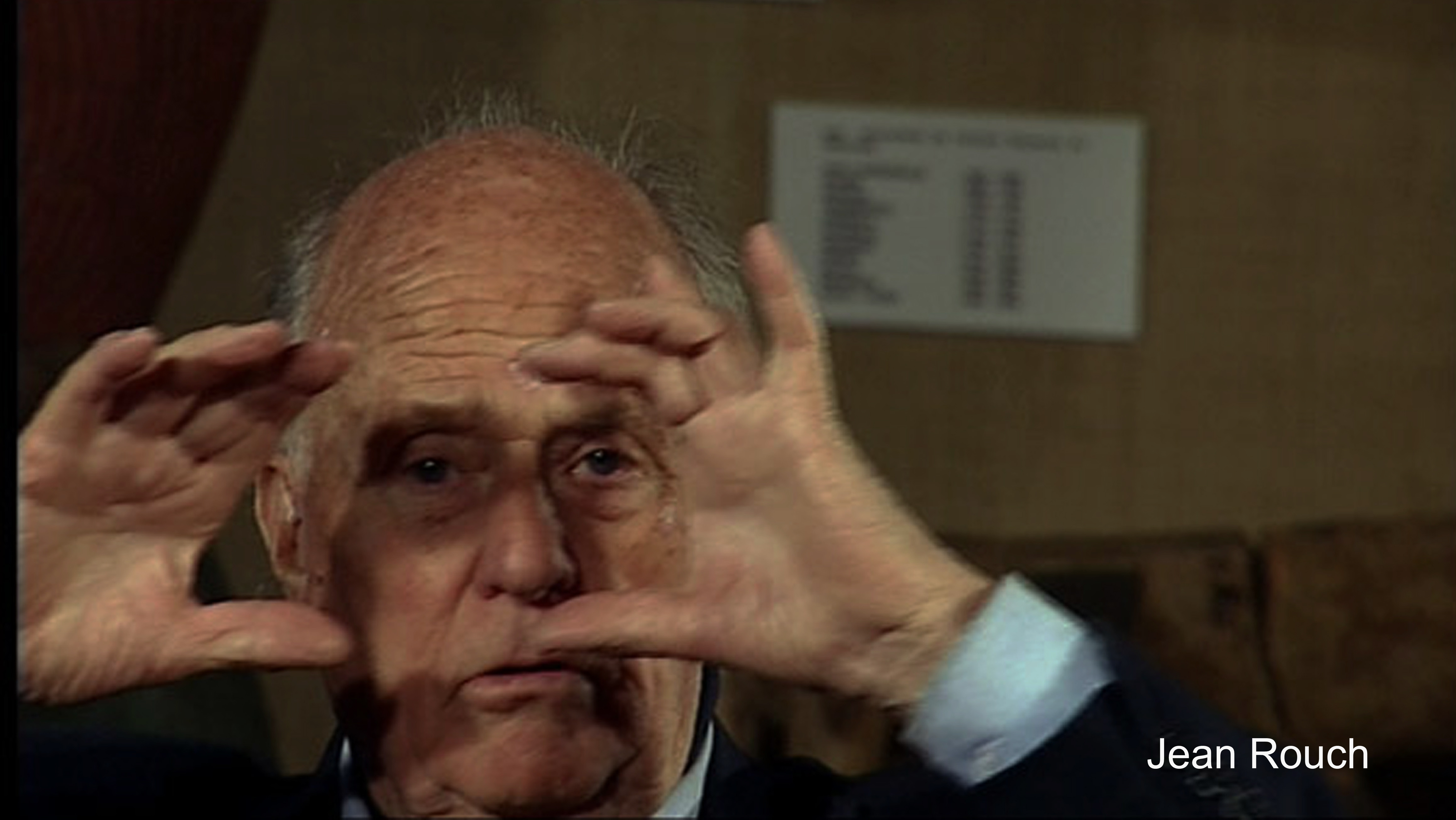
Jean Rouch - francuski antropolog uznawany za ojca etnofikcji.

Dzieła filmowe, które łączyły fikcję oraz motywy z kultur pozaeuropejskich powstawały od początków kina, już u braci Lumière widoczne są powracające wątki z „egzotycznych” kultur. Później tworzono filmy takie jak „Loved by a Maori Chieftainess”, uważany za hybrydę filmu „actualité” i filmu fabularnego. Robert Flaherty, inspirujący późniejszych autorów dzieł etnofikcyjnych, tworzył dokumenty dotyczące egzotycznych dla europejskiego i amerykańskiego odbiorcy miejsc. Jego dzieła mające duży wpływ na powstanie gatunku to „Nunak z Północy” z 1922 oraz „Moana” z 1926 roku. 
Za prekursora właściwej etnofikcji uważany jest Jean Rouch, francuski antropolog i twórca filmowy. Rouch w połowie lat 50. XX wieku zaczął eksperymentować podczas swoich prac terenowych na terenie Sahelu. Antropolog poprosił informatorów o odegranie doświadczeń ze swojego życia w improwizowanych filmach.
Rouch zauważył wpływ twórcy na wydarzenia, które uwiecznia. Według niego kamera nie oddawała rzeczywistego obrazu. Nagrywani ludzie zwracają na nią uwagę i ich zachowania są nią skażone. Oddanie obiektywnego obrazu rzeczywistości jest niemożliwe w praktyce. Było to odejście od zasad wystosowanych wcześniej dla filmu etnograficznego przez Marcela Griaule.
Na Jeana Roucha wpływ miały poprzednie hybrydy fikcji i dokumentu, w tym Roberta Flaherty’ego, którego etnolog opisuje jako jego „totemicznego przodka”. Od poprzedników oddzielało go położenie nacisku w jego pracach na raczej etnograficzne doświadczenie i badanie zamiast na pokazanie „czegoś egzotycznego” oraz umiejscowienie aktorów i ich przeżycia w centrum procesu twórczego.
Tubylcy w etnofikcji przy pomocy narracji są aktorami, którzy odgrywają swoje role, współtworzą obraz przez improwizację. Operator kamery jest współuczestnikiem wydarzeń, jednym z aktorów, pochłoniętym czasem w „cine-trance”. Kamera podąża za uczestnikami, którzy, po uzgodnieniu przebiegu wydarzeń, improwizują. Aktor jest tu wykorzystany jako narzędzie badawcze. Dla Roucha fikcja i fakty się przenikały i pisał o tym: „Dla mnie, jako etnografa i twórcy filmowego, nie ma prawie żadnej granicy pomiędzy filmem dokumentarnym a fabularnym”.
Inspiracje dla tego nurtu i samej twórczości ojca etnofikcji można znaleźć u Dzigi Wiertowa (twierdził on, że kamera widzi inną rzeczywistość niż człowiek), od którego zaczerpnął, część kluczowych koncepcji. Ponadto twórczość francuskiej Nowej Fali, włoskiego neorealizmu czy nawet surrealistyczne dzieła Luisa Buñuela znacząco odcisnęły się w koncepcji etnofikcji oraz pracach Roucha.
Sam termin „etnofikcja” nie był używany często przez Jeana Roucha do 1989 roku, kiedy to w raporcie badawczym jeden z jego współpracowników określił jego film „Liberte, Egalite, Fraternite et puis apres…”. Według Paula Stollera również wcześniej krytycy używali tego terminu w odniesieniu do innych, wcześniejszych dzieł. Sam autor nazywał czasem filmy te science-fiction.
Równolegle od lat 30. XX wieku rozwijały się w kinie portugalskim obrazy przedstawiające życie miejscowych oraz rzeczywistość lokalną. Popularny motyw fikcji i etnicznych motywów jest ważny w sztuce portugalskiej. Od lat 60. XX wieku, poprzez lata 70., do lat 80. XX wieku etnofikcja oraz obrazy lokalności rysują się w kinematografii portugalskiej. Popularność mieszania etnicznych obrazów i fikcji w kulturze tego kraju, w tym w literaturze ustnej, inspiruje twórców filmowych i ich dzieła.
Przykładem filmu, który można uznać za etnofikcję przez jego zajęcie się tematami związanymi z etnografią, jest „Ala-Arriba!” z roku 1942 w reżyserii José Leitão de Barrosa. Wyprzedza on pierwsze dzieła Roucha, czyli oficjalne początki gatunku. Opowiada on o miasteczku rybackim, by oddać realia, prawdziwi rybacy są zatrudnieni jako aktorzy. Film łączy w sobie elementy dokumentalne oraz dramat, może zostać uznany przez to jako jedna z pierwszych etnofikcji lub jej protoplastę razem z dziełami Roberta Flaherty’ego.
Innym przykładem dzieła, które powstało w czasach twórczości Roucha z obszaru tego gatunku, jest „Acto da Primavera” z 1963 w reżyserii Manoela de Oliveira. Obraz opowiada o małej wiosce, w której lokalna ludność odtwarza Mękę Pańską, film znany jest z agresywnego montażu.
Jednym z ważniejszych i znaczących dla kinematografii portugalskiej oraz dla etnofikcji jest film „Trás-os-Montes” wyreżyserowany przez António Reisa oraz Margaride Cordeiro. Jean Rouch wypowiadał się o nim: „Według mnie ten film ujawnia nowy język kinematografii”. Dzieło zostało nagrodzone dużą ilością nagród i było na oficjalnych listach wielu festiwalów filmowych.

## Etnofikcja w badaniach
Etnofikcja w ramach antropologii audiowizualnej jest materiałem empirycznym oraz narzędziem badawczym, mimo braku intencji Jeana Roucha do takiego jej użycia. Johannes Sjöberg w swoich pracach (w tym pracy doktorskiej) rozpatruje kategorię etnofikcji w procesie prowadzenia badań. Tezą, którą stawia, jest, że „połączenie improwizowanego aktorstwa, fikcji oraz refleksji jest użytecznym uzupełnieniem dla współczesnych i przyjętych metod badań etnograficznych i przedstawiania”.
Metody tej użył podczas swoich badań terenowych w São Paulo, zebrany materiał posłużył do stworzenia filmu z dziedziny etnofikcji „Transfiction”. Film opowiadał o  transpłciowych Brazylijczykach i skupiał się na problemach tej społeczności, w tym tożsamości, dyskryminacji, prostytucji oraz przemocy.
W swoich badaniach skupił się na improwizowanym aktorstwie stosowanym w etnofikcji. Używa go jako metody dzięki, której aktorzy mogą uzewnętrznić swoje przeżycia i je opisać.
Problematyczną kwestią jest, tak jak w innych metodach badawczych, opuszczenie uczestników filmu po zakończeniu nagrywania oraz kwestia wykorzystywania ich wiedzy oraz doświadczeń Reżyser, przez zainicjowanie odgrywania przez aktorów doświadczeń z własnego życia, może być odpowiedzialny za negatywny odbiór i upublicznianie.

## Etnofikcja w literaturze
W literaturze etnofikcja łączy obserwację i opis znany z etnografii z technikami pisarskimi, narracją. Może się to objawiać jako zastosowanie etnograficznej refleksji i ucieleśnienia problemu społecznego w ramach wykreowanej fabuły. Ważnym elementem jest tu podejście i refleksja etnograficzna zastosowana przez autora.
Znanym przedstawicielem tego kierunku w literaturze jest Marc Augé, francuski antropolog znany z koncepcji „nie-miejsc”. Jego dziełem będącym etnofikcją jest No Fixed Abode: Ethnofiction.
Książka opisuje nową kategorię ubogich, z pracą i dochodami, ale na tyle niskimi, by nie mogli pozwolić sobie na własne mieszkanie. Dzieło to opowiada o emerytowanym inspektorze podatkowym, Henrim, mieszkającym w Paryżu. Po rozwodzie nie ma możliwości opłacenia mieszkania, przez co popada w bezdomność. Bohater stara się zachować pozory przed swoimi znajomymi, jednocześnie dostosowując się do nowego życia. Boryka się z poszukiwaniem miejsca, w którym będzie mógł wziąć prysznic, znaleźć parking dla swojego samochodu, będącego jego całym dobytkiem i miejscem noclegu. Włóczy się po kawiarniach, by kontynuować swoją pisarską pracę. Po czasie dochodzi do wniosku, że musi zaakceptować warunki, w których toczy się jego nowe życie.
Fikcyjne narracje oraz studium etnograficzne przeplatają się w tym dziele, jest to niejako zerwanie z dotychczasową konwencją akademickiej pracy.
Innym dziełem tego autora, skupiającym się na przenikaniu się fikcji z rzeczywistością, jest The War of Dreams: Studies in Ethno Fiction. Jest to studium poświęcone niebezpieczeństwu zanikania granic między faktem a fikcją. Przemieszanie to, dokonywane głównie przez media, jawi się jako poważne zagrożenie. W książce autor wykorzystuje materiał etnograficzny i opisuje rolę mitu i fikcji w wielu kulturach. Praca nie odnosi się bezpośrednio do etnofikcji, ale porusza ważne dla tej subdyscypliny zagadnienie łączenia fikcji oraz faktu.

## Filmy uznawane za etnofikcję
Lata 20. XX wieku
- 1926 – „Moana” Robert Flaherty

Lata 30. XX wieku
- 1930 – „Maria do Mar” José Leitão de Barros
- 1931 – „Tabu” scenariusz: Robert Flaherty, reżyseria: F. W. Murnau
- 1932 – „L'or des mers” Jean Epstein
- 1933 – „Las Hurdes: Tierra Sin Pan” Luis Buñuel
- 1934 – „Man of Aran”Robert” Robert Flaherty

Lata 40. XX wieku
- 1942 – „Ala-Arriba!” José Leitão de Barros
- 1948 – „Louisiana” Story Robert Flaherty

Lata 50. XX wieku
- 1955 – „Les maîtres fous” Jean Rouch
- 1958 – „Moi, un noir” Jean Rouch

Lata 60. XX wieku
- 1961 – „La pyramide humaine” Jean Rouch
- 1962 –„ Acto da Primavera” Manoel de Oliveira
- 1963 – „Pour la suite du monde” Pierre Perrault, Michel Brault
- 1967 – „Jaguar” Jean Rouch

Lata 70. XX wieku
- 1976 – „Gente da Praia da Vieira” António Campos
- 1976 – „Trás-os-Montes” António Reis, Margarida Cordeiro

Lata 80. XX wieku
- 1982 – „Nelisita: narrativas nyaneka” Ruy Duarte de Carvalho
- 1988 – „Mortu Nega” Flora Gomes

XXI wiek
- 2000 – „No Quarto da Vanda” Pedro Costa
- 2006 – „Colossal Youth” Pedro Costa
- 2007 – „Transfiction” Johannes Sjöberg
- 2011 – „Toomelah” Ivan Sen
- 2012 – „The Act of Killing” Joshua Oppenheimer, Indonesia
- 2015 – „Dead Slow Ahead” Mauro Herce
- 2018 – „The Dead and the Others” João Salaviza
- 2019 – „Work, or To Whom Does the World Belong” Elisa Cepedal